# Comuna Comișani, Dâmbovița
Comișani este o comună în județul Dâmbovița, Muntenia, România, formată din satele Comișani (reședința) și Lazuri. Comuna este traversată de șoseaua județeană DJ711, care leagă Târgoviște de Bilciurești.
La sfârșitul secolului al XIX-lea, comuna făcea parte din plasa Dealul-Dâmbovița și avea în compunere doar satul de reședință, cu o populație de 1246 de locuitori. Aici funcționa o școală mixtă cu 31–45 de elevi și o biserică ortodoxă. Pe atunci, satul Lazuri, care avea 740 de locuitori, o biserică și o școală, forma o comună de sine stătătoare, aflată în aceeași plasă.
În 1925, comuna Lazurile fusese desființată și inclusă în comuna Comișani, care avea în compunere satele Comișani, Lazurile și Matracaua, precum și cătunele Dimoiu și Nisipurile, populația lor totală fiind de 3542 de locuitori. Comuna făcea parte din plasa Târgoviște a aceluiași județ.
În 1950, comuna a fost inclusă în raionul Târgoviște din regiunea Prahova și apoi (după 1952) din regiunea Ploiești. În 1968 a revenit la județul Dâmbovița, în alcătuirea sa actuală, satele Dimoiu, Nisipurile și Matraca fiind transferate comunei Ulmi.

## Demografie
Componența etnică a comunei Comișani
     Români (97,56%)
     Alte etnii (0,2%)
     Necunoscută (2,24%)
Componența confesională a comunei Comișani
     Ortodocși (88,15%)
     Adventiști (4,3%)
     Penticostali (3,34%)
     Alte religii (1,81%)
     Necunoscută (2,4%)
Conform recensământului efectuat în 2021, populația comunei Comișani se ridică la 5.538 de locuitori, în creștere față de recensământul anterior din 2011, când fuseseră înregistrați 5.400 de locuitori. Majoritatea locuitorilor sunt români (97,56%), iar pentru 2,24% nu se cunoaște apartenența etnică. Din punct de vedere confesional, majoritatea locuitorilor sunt ortodocși (88,15%), cu minorități de adventiști (4,3%) și penticostali (3,34%), iar pentru 2,4% nu se cunoaște apartenența confesională.

## Politică și administrație
Comuna Comișani este administrată de un primar și un consiliu local compus din 15 consilieri. Primarul, Ion Bătrânu[*], de la Partidul Social Democrat, este în funcție din 2008. Începând cu alegerile locale din 2024, consiliul local are următoarea componență pe partide politice:
|  | Partid                          | Consilieri | Componența Consiliului | Componența Consiliului | Componența Consiliului | Componența Consiliului | Componența Consiliului | Componența Consiliului | Componența Consiliului | Componența Consiliului | Componența Consiliului | Componența Consiliului | Componența Consiliului |
|  | ------------------------------- | ---------- | ---------------------- | ---------------------- | ---------------------- | ---------------------- | ---------------------- | ---------------------- | ---------------------- | ---------------------- | ---------------------- | ---------------------- | ---------------------- |
|  | Partidul Social Democrat        | 11         |                        |                        |                        |                        |                        |                        |                        |                        |                        |                        |                        |
|  | Alianța Dreapta Unită           | 2          |                        |                        |                        |                        |                        |                        |                        |                        |                        |                        |                        |
|  | Partidul Național Liberal       | 1          |                        |                        |                        |                        |                        |                        |                        |                        |                        |                        |                        |
|  | Alianța pentru Unirea Românilor | 1          |                        |                        |                        |                        |                        |                        |                        |                        |                        |                        |                        |